# L'Homme à la carabine (film, 1938)
Pour l’article homonyme, voir L'Homme à la carabine.
Pour plus de détails, voir Fiche technique et Distribution.
L'Homme à la carabine (Человек с ружьём, Chelovek s ruzhyom) est un film soviétique réalisé par Sergueï Ioutkevitch, sorti en 1938,.

## Fiche technique
- Photographie : Jozef Martov
- Musique : Dmitri Chostakovitch, Pavel Armand
- Décors : Aleksandr Blèk, M. Rafalovitch
- Montage : Valentina Mironova